# Clistopyga arctica
Clistopyga arctica là một loài tò vò trong họ Ichneumonidae.